# Pommereschea
Pommereschea är ett släkte av enhjärtbladiga växter. Pommereschea ingår i familjen Zingiberaceae.
Kladogram enligt Catalogue of Life:
| Pommereschea | \| \| Pommereschea lackneri \| \| \| \| \| \| Pommereschea spectabilis \| \| \| \| |
|              | \| \| Pommereschea lackneri \| \| \| \| \| \| Pommereschea spectabilis \| \| \| \| |
|              | Pommereschea lackneri                                                              |
|              |                                                                                    |
|              | Pommereschea spectabilis                                                           |
|              |                                                                                    |